# Pedro Juan de Zulueta
Pedro Juan de Zulueta (* 24. Mai 1784 in Cádiz; † 11. August 1855) war ein britischer Bankdirektor und spanischer Politiker.

## Leben
Pedro Juan de Zulueta war 1823 Vorsitzender der Cortes, wurde von Ferdinand VII. (Spanien) ausgebürgert und ging nach London, wo er das Handelshaus Zulueta & Company gründete. Pedro Juan de Zulueta wurde Vorsitzender der Comisión española de hacienda residente en Londres (Commission of the Spanish Public Dept) und verhandelte Umschuldungsabkommen. Aus den Asiento de Negros, hatte diese Kommission Stimmrecht in der South Sea Company. 1845 unter der Regierung von Ramón María Narváez wurde er in den Orden de Isabel la Católica aufgenommen und Diputado á Córtes. 1846 wurde für Pedro Juan de Zulueta der Titel Conde de Torre Diaz geschaffen. Er heiratete seine Cousine Josefa de Madariaga.
Sie hatten vier Söhne: Pedro José de Zulueta, Antonio, Servando und Mariando.